# 前197年
| 千纪： | 前1千纪 |
| 世纪： | 前3世纪 \| 前2世纪 \| 前1世纪                                                                                         |
| 年代： | 前220年代 \| 前210年代 \| 前200年代 \| 前190年代 \| 前180年代 \| 前170年代 \| 前160年代                               |
| 年份： | 前202年 \| 前201年 \| 前200年 \| 前199年 \| 前198年 \| 前197年 \| 前196年 \| 前195年 \| 前194年 \| 前193年 \| 前192年 |
| 纪年： | 西汉汉高帝十年 |

## 大事记
- 羅馬共和國在伊比利半島建立省分，分別為東邊的西班牙近省與南邊的西班牙遠省。
- 羅馬共和國與埃托利亞同盟於庫諾斯克法萊戰役擊敗馬其頓王國腓力五世，馬其頓王國喪失強國的地位，羅馬共和國控制了馬其頓和希臘，結束第二次馬其頓戰爭。
- 韓王信與匈奴聯合，入三合，漢使棘蒲侯柴武拒之，戰於三合。
- 歐邁尼斯二世繼任帕加馬王國國王。

## 逝世
- 劉太公，漢朝建立者劉邦的父親。
- 阿塔羅斯一世，帕加馬王國國王。